# اندیس آغبرزه
آغبرزه یک اندیس مصالح ساختمانی است که در حوالی شهر سلماس استان آذربایجان غربی قرار دارد و مادهٔ معدنی موجود در آن، سنگ تزئینی است.سنگ میزبان این اندیس دولومیت های سلطانیه است و دیرینگی آن به دوران کامبرین می‌رسد. 